# Villars-sur-Var
Villars-sur-Var (in italiano Villar del Varo, ormai desueto) è un comune francese di 781 abitanti situato nel dipartimento delle Alpi Marittime della regione della Provenza-Alpi-Costa Azzurra. I suoi abitanti sono chiamati Villarois in francese e Villaresi in italiano.

## Storia
Il territorio ha fatto da sempre parte della Liguria sotto l'Impero Romano, nel Regno longobardo e nel Regnum Italiae formatosi con Carlo Magno.
Il comune di Villar del Varo è stato parte integrante della storica Contea di Nizza fino al 1860, ed ha seguito perciò con essa, fin dal 1388, anno di dedizione di Nizza alla Savoia, le vicende storiche prima della Contea di Savoia e del Ducato di Savoia, e poi dopo il Congresso di Vienna, dal 1815 al 1860, le sorti del regno di Piemonte e Sardegna, facendone parte per quasi mezzo secolo, per essere poi annesso nel 1860 alla Francia, dopo referendum nell'aprile del 1860, secondo le clausole del Trattato di Torino fra Vittorio Emanuele II, re di Sardegna e Piemonte e Napoleone III, imperatore dei Francesi, con cui era ceduto dal primo ministro Camillo Benso, conte di Cavour, il Contado di Nizza alla Francia, per il suo aiuto nella seconda guerra d'indipendenza e l'unità d'Italia.

### Simboli
Il comune ha ripreso, con alcune modifiche, il blasone della famiglia italiana Vergnano (d'oro, alla gemella di rosso, posta in fascia, accompagnata in punta da due ontani (verne) al naturale; capo d'azzurro, carico di due stelle d'oro).

## Monumenti e luoghi d'interesse
- Chiesa di San Giovanni Battista (Église Saint-Jean-Baptiste) con opere del XV secolo.[5]
- Organo a cilindri, il più antico di Francia.[6][7]
- Vestigia del castello dell'Esperon.
- Canale turistico e botanico.
- "Calanchons", stradine tipiche.
- Porte antiche e "porte segrete posteriori e/o laterali fortificate" dette Poterne.
- Pitture d'Edmond Baudoin sulla fontana di "Sarzit" ed il lavatoio (Lavoir).
- Casa dei Templari (Maison des Templiers).
- Lavatoio del Mulino (Lavoir du moulin).
- Lavatoio del grano (lavoir à grain).
- La casa di Maurizio (la maison de Maurice).
- Forno comunale a forma d'iglù.
- Cappella di Santa Brigida (Chapelle Sainte-Brigitte).
- Cappella di Santa Petronilla (Chapelle Sainte-Pétronille).
- Cappella dei penitenti bianchi del Gonfalone della Santa Croce (Chapelle des pénitents-blancs-du-Gonfalon-de-la-Sainte-croix).
- Stazione ferroviaria delle Pigne (Gare du train des Pignes).
- Casa del soldato (Maison du poilu), in memoria dei combattenti della prima guerra mondiale, detti poilu ("pelosi"), per significare bravi, forti e coraggiosi.

## Società

### Evoluzione demografica
Abitanti censiti

## Economia
Fra tutti i vignaioli, i vinificatori ed i produttori di vino di Villars-sur-Var, unicamente il vigneto "Clos St Joseph", possiede i soli diritti esclusivi del dipartimento a beneficiare della denominazione d'origine controllata (D.O.C.), in francese "Appellation d'Origine Contrôlée" (A.O.C.), "Côtes de Provence".
Il vino "Côtes-de-Provence" è prodotto su una vasta parte del Vigneto di Provenza (vignoble de Provence), principalmente nel dipartimento del Varo, in una parte delle Bocche del Rodano (Bouches-du-Rhône) ed anche sul piccolo comune di Villars-sur-Var nelle Alpi Marittime.
Dal 2005 il "Côtes-de-Provence" ha aggiunto la denominazione geografica di Fréjus nel dipartimento del Varo, e dopo il 2008 la denominazione de "La Londe" nel comune di Villars-sur-Var.
Ma, contrariamente a quello che si pensa troppo di sovente, i vini "Côtes de Provence" non sono prodotti su tutta la superficie della Provenza. Soli 18 000 ha infatti, accuratamente delimitati, hanno diritto alla denominazione d'origine controllata (D.O.C.) (Appellation d'Origine Contrôlée, A.O.C.), e davvero pochi ettari a Villars-sur-Var, del vitigno "Clos St Joseph".

## Amministrazione

### Gemellaggi
- Cherasco, dal 1981

## Galleria d'immagini

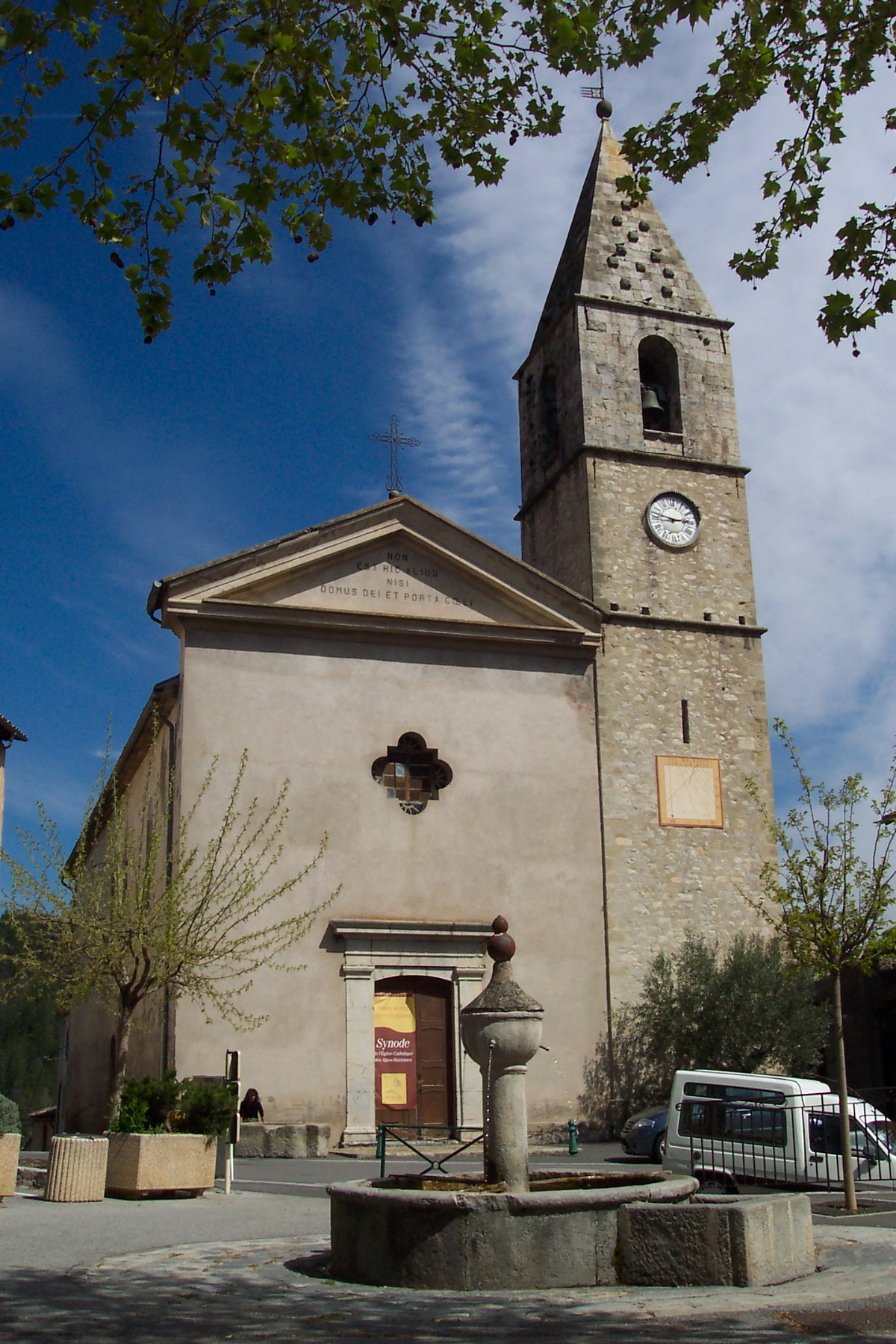
Chiesa di San Giovanni Battista
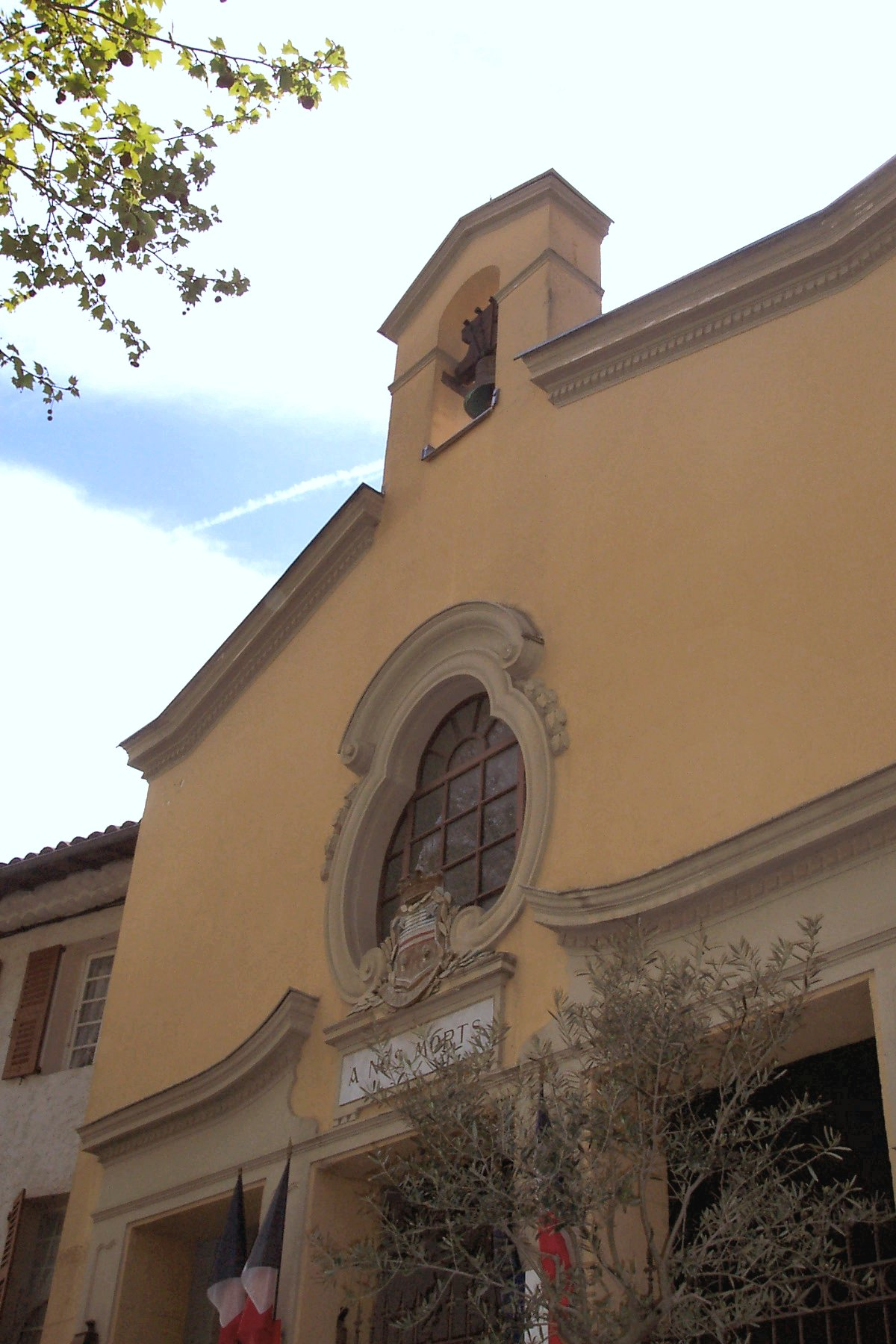
Antica cappella divenuta "monumento ai morti", sulla piazza comunale
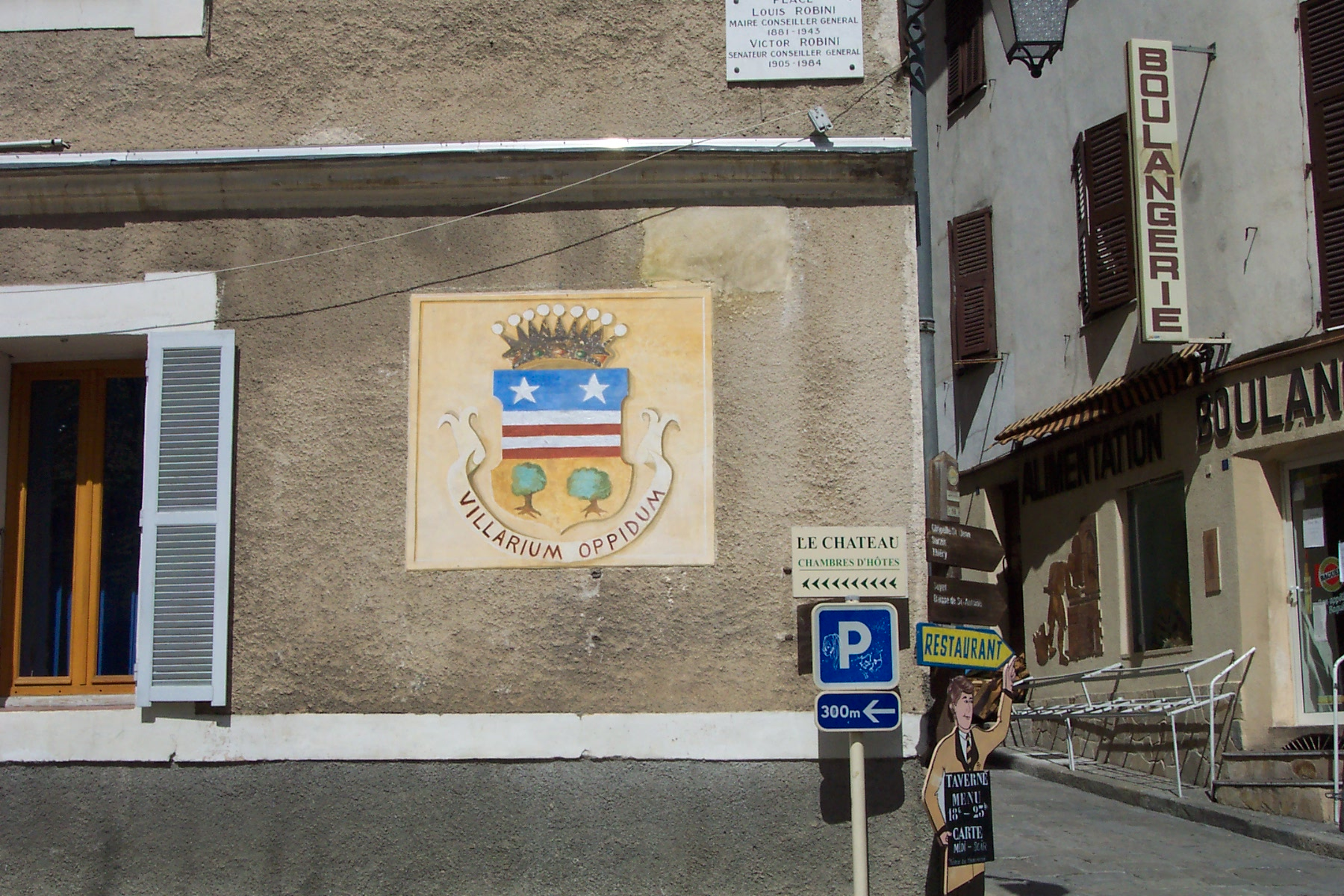
Blasone di Villars-sur-Var, in piazza del municipio
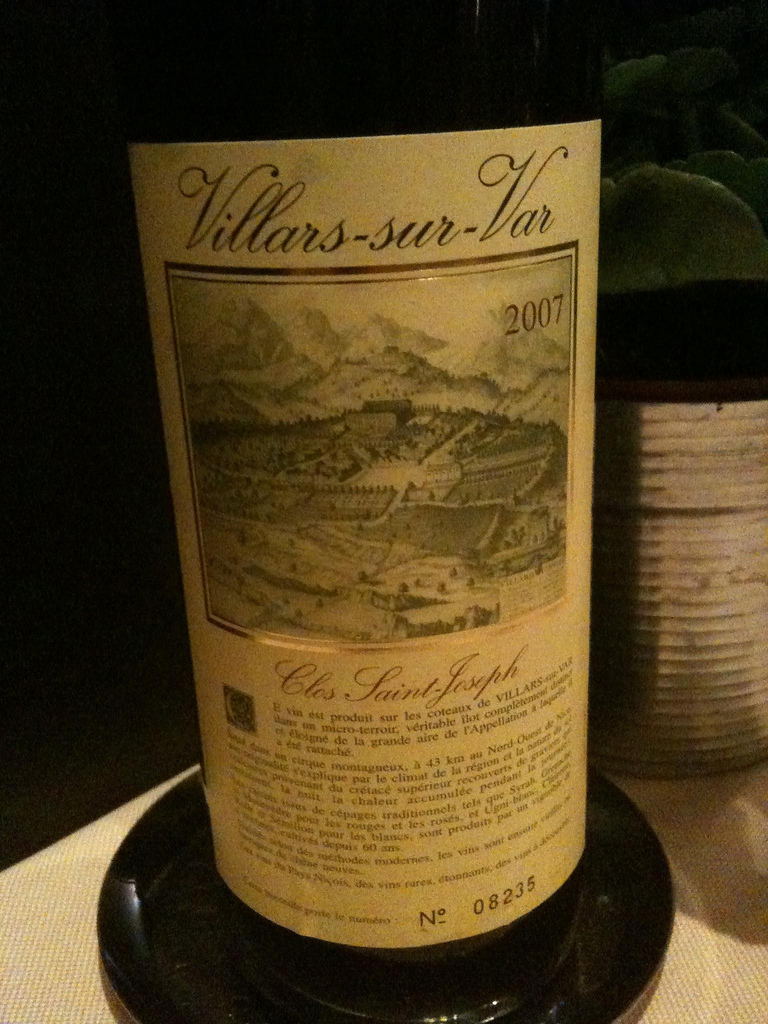
Vino DOC "Côtes-de-Provence" di Villars-sur-Var
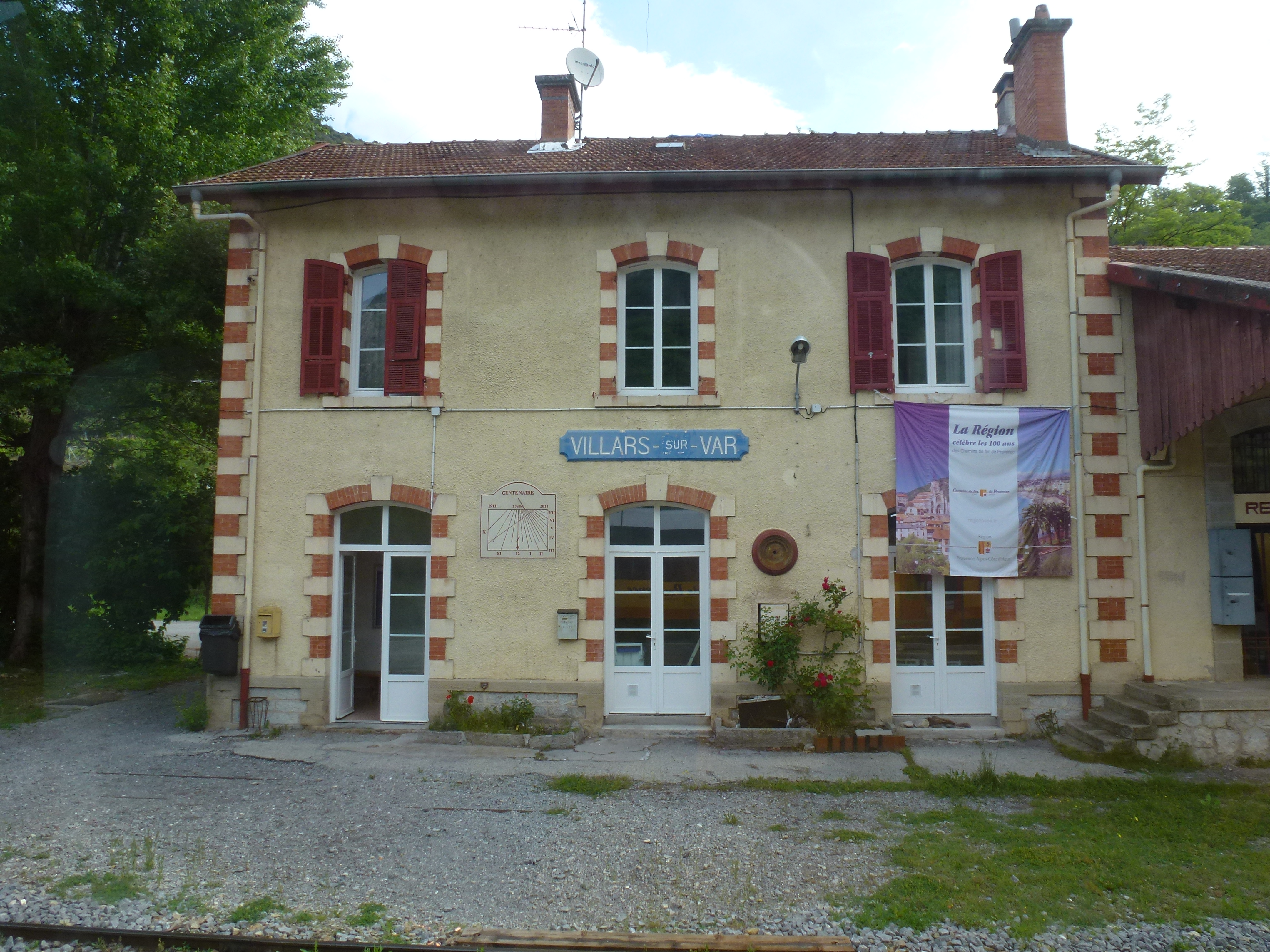
La stazione ferroviaria alle Pignes di Villars